# Placodiscus
Placodiscus es un género con 22 especies de plantas de flores perteneciente a la familia Sapindaceae. 

## Especies seleccionadas
- Placodiscus amaniensis
- Placodiscus angustifolius
- Placodiscus attenuatus
- Placodiscus bancoensis
- Placodiscus boya
- Placodiscus bracteosus
- Placodiscus caudatus
- Placodiscus oblongifolius
- Placodiscus opacus
- Placodiscus paniculatus
- Placodiscus pseudostipularis